# جاي دولمان
جاي دولمان (بالإنجليزية: Guy Doleman)‏ هو ممثل نيوزلندي، ولد في 22 نوفمبر 1923 بهاميلتون في نيوزيلندا، وتوفي في 30 يناير 1996 بلوس أنجلوس في الولايات المتحدة بسبب سرطان الرئة.

## أعمال

### أفلام
- (1965) كرة الرعد

## وصلات خارجية
- جاي دولمان على موقع IMDb (الإنجليزية)
- جاي دولمان على موقع ميوزك برينز (الإنجليزية)
- جاي دولمان على موقع أول موفي (الإنجليزية)
- جاي دولمان على موقع قاعدة بيانات الأفلام السويدية (السويدية)
- جاي دولمان على موقع ديسكوغز (الإنجليزية)
- جاي دولمان على موقع قاعدة بيانات الفيلم (الإنجليزية)